# Głaszczka (sprzęt laboratoryjny)

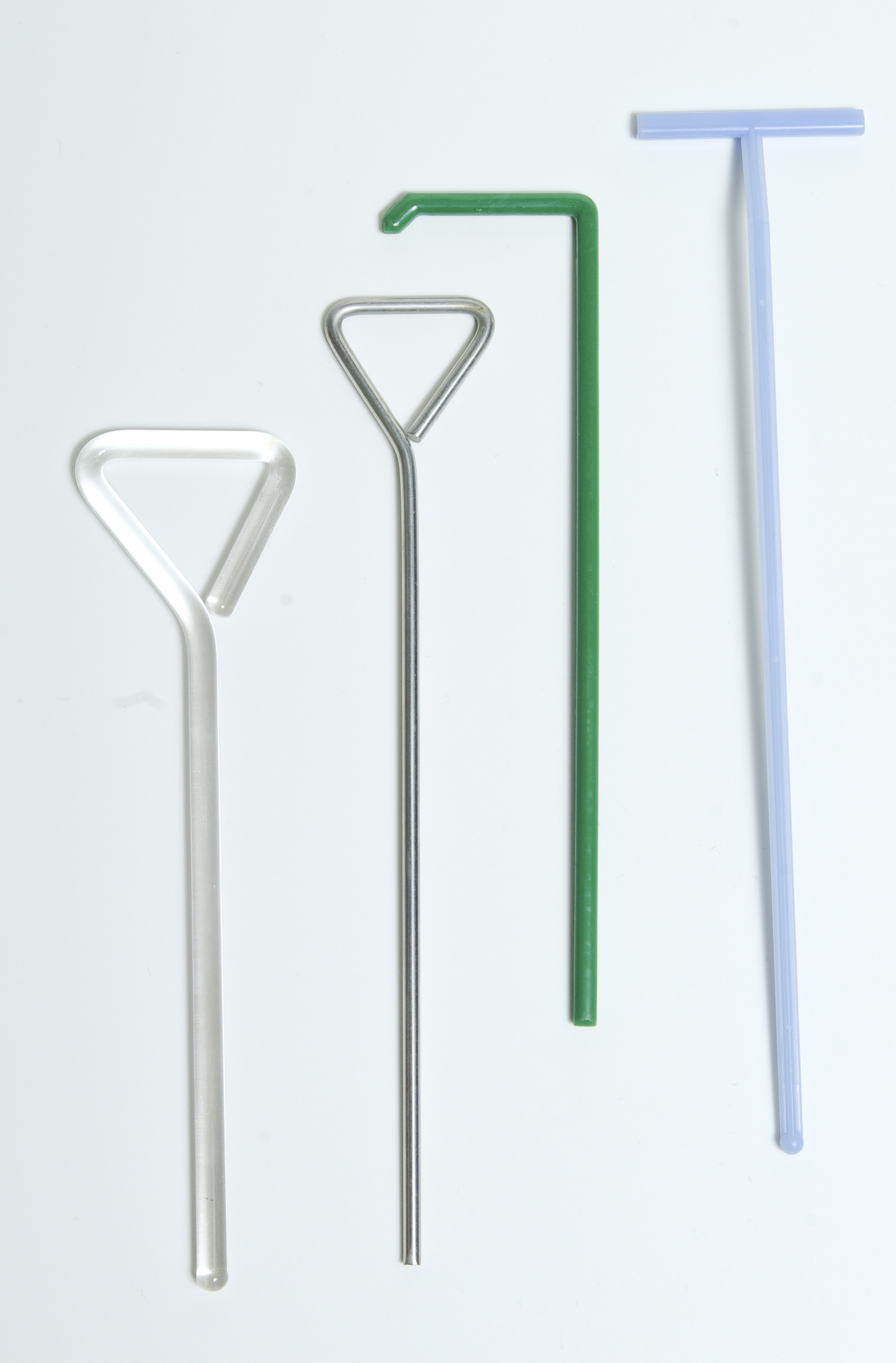
Głaszczki laboratoryjne różnego typu. Od lewej: szklana, metalowa, dwie plastikowe jednorazowego użytku.

Głaszczka (rzadziej szpatułka Drigalskiego lub niepoprawnie Drygalskiego, niem. Drigalskispatel, ang. bacteria spreader, rzadziej Drigalski (Drigalsky, Drygalski, Drygalsky) spatula) - sprzęt laboratoryjny używany przy posiewaniu cieczy (np. hodowli bakteryjnych) metodą posiewu gładzonego, w celu równomiernego zajęcia całej powierzchni podłoża (czy to w celu uzyskania podłoża równomiernie usianego pojedynczymi koloniami czy równomiernie pokrytego rosnącymi mikroorganizmami, tak zwaną "murawką", "murawą", przy wzroście na masę).
Wynaleziona i zastosowana po raz pierwszy przez Wilhelma von Drigalskiego w jego badaniach mikrobiologicznych nad tyfusem. Pierwotnie stosowana nie tylko do równomiernego posiewania mikroorganizmów, ale także różnego typu materiału w celu jego analizy – jak woda czy fekalia. 
Głaszczki wykonuje się ze szkła, metalu (stal nierdzewna lub inne obojętne chemicznie i mikrobiologicznie) lub  plastiku (głaszczki jednorazowe) i mają one postać odlewu lub wygiętego pręta o kształcie litery L lub T, ewentualnie trójkąta z odchodzącą z jednego z wierzchołków rączką. Trzymając za rączkę, równomiernie rozprowadza się ciecz, "wgłaskując" ją w podłoże.
W celu równomiernego rozprowadzenia cieczy na podłożu mikrobiologicznym, zamiast głaszczki można użyć także szklanych kulek kilkumilimetrowej średnicy, które umieszcza się na podłożu po dodaniu cieczy, a następnie potrząsa się nim. Chaotycznie toczące się po podłożu kulki rozprowadzają równomiernie materiał.